# Dascyllus abudafur

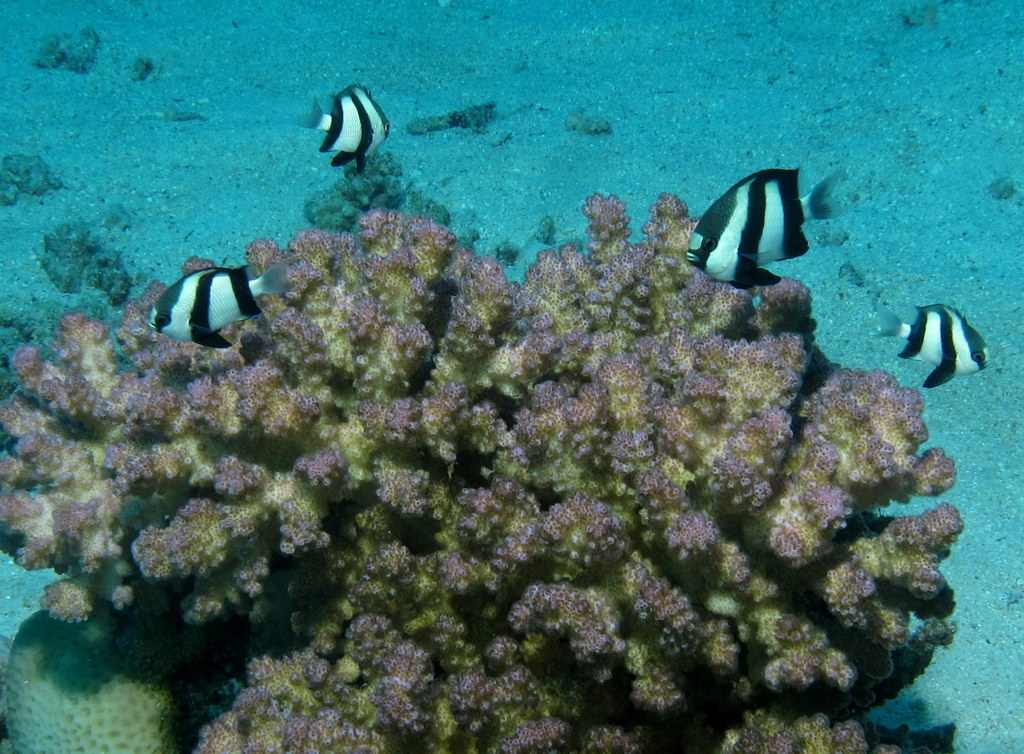
Một nhóm D. abudafur trên cụm san hô

Dascyllus abudafur là một loài cá biển thuộc chi Dascyllus trong họ Cá thia. Loài này được mô tả lần đầu tiên vào năm 1775.

## Từ nguyên
Từ định danh abudafur bắt nguồn từ tên thông thường của loài cá này trong tiếng Ả Rập, Abu-dafur Jabûd.

## Phạm vi phân bố và môi trường sống
Ban đầu, loài Dascyllus aruanus được cho là có phân bố rộng khắp khu vực Ấn Độ Dương - Thái Bình Dương, nhưng quần thể ở Ấn Độ Dương đã được tách ra và xác định là của D. abudafur. Từ phía tây eo biển Lombok trải dài về phía tây bờ biển Đông Phi và ngược lên Biển Đỏ ở phía bắc là phạm vi của D. abudafur; trong khi đó, từ phía đông và bắc của eo biển Lombok trải dài khắp Tây và Trung Thái Bình Dương là phạm vi của D. aruanus.

## Mô tả
Cũng như D. aruanus, D. abudafur có màu trắng với ba dải sọc đen: dải thứ nhất ở đầu và băng qua mắt, dải thứ hai nằm giữa thân và kéo dài xuống vây bụng, còn dải cuối cùng nằm sát thân sau và từ vây lưng mềm băng xuống vây hậu môn. Ở trán, ngay giữa hai mắt có một đốm trắng nổi bật. Nửa ngoài của vây lưng (trừ phía sau trong suốt), phần lớn vây hậu môn và vây bụng có màu đen. Vây đuôi trong mờ, lõm vào trong tạo thành hai thùy.
Kiểu hình của D. aruanus và D. abudafur rất khó mà phân biệt, mặc dù chúng có sự khác biệt rõ ràng về trình tự gen sắc tố tế bào. Nhìn chung, D. abudafur có thêm một đốm xám đen ở gốc vây đuôi, còn D. aruanus thường có vây đuôi hoàn toàn là màu trắng.

## Sinh thái học
Thức ăn của D. abudafur có thể là các loài động vật phù du như những loài cùng chi. Cá đực có tập tính bảo vệ và chăm sóc trứng; trứng có độ dính và bám vào nền tổ.
Parmentier và cộng sự (2009) đã ghi nhận D. aruanus đực có khả năng phát ra âm thanh khi tán tỉnh và thu hút cá cái. Việc ghi âm dưới nước đối với loài này được thực hiện ở eo biển Mozambique và Polynésie thuộc Pháp, nhưng vì quần thể D. aruanus "Ấn Độ Dương" đã được xác định là D. abudafur nên có thể suy ra rằng, D. abudafur cũng có khả năng phát ra âm thanh như loài chị em của nó.